# 홍윤조 (일진회)
홍윤조(洪允祖, ? ~ ?)는 대한제국 말기에 일진회와 자위단원호회 회원으로 활동했던 인물이다.

## 생애
대한제국 고종의 후원으로 조직된 단체인 황국협회 출신 으로서 1898년 대한제국 중추원의 의관을 지낸 기록이 있다. 1907년 헤이그 밀사 사건이 일어나자 일진회를 중심으로 유세반이 편성되어 고종의 퇴위와 일본에 대한 사죄를 요구하는 유세가 전국적으로 벌어졌다. 홍윤조는 이때 일진회장 이용구 등과 함께 대구, 마산, 광주, 전주, 공주 등 삼남 지방을 돌며 유세에 나섰다.
1907년 11월 한일 병합 조약 체결을 지지하며 합방청원운동을 벌인 일진회의 평의원과 일진회가 의병 탄압을 위해 조직한 자위단원호회의 제7부 위원장으로 임명되었다. 자위단원호회 위원장으로서는 위원들을 이끌고 황해도와 평안남도 지역에 파견되어 의병운동을 방해했다. 1909년 일진회가 대한협회, 서북학회와 삼파 연합을 논의할 때 삼파연합정견협정위원으로 논의에 참여하는 등 일진회의 핵심으로 계속 활동했다.
1910년 한일합방이 성사되어 일진회가 해산되고 일본 정부가 해산금을 나누어주었을 때 회장, 부회장, 평의장, 간사에 이어 다섯 번째로 많은 금액인 600원을 수령했고, 1934년 흑룡회가 세운 일한합방기념탑 석실에도 한일합방에 공로자로서 이름이 기록되었다. 이용구가 천도교에서 출교당한 뒤 창설한 신흥종교 시천교에서 1911년 봉교(奉敎)를 맡았다.

## 사후
- 2006년 친일반민족행위진상규명위원회가 조사 발표한 친일반민족행위 106인 명단과 2008년 발표된 민족문제연구소의 친일인명사전 수록예정자 명단 친일단체 부문에 선정되었다.

## 같이 보기
- 황국협회
- 일진회
- 자위단원호회
- 시천교

## 참고자료
- 친일반민족행위진상규명위원회 (2006년 12월). 〈홍윤조〉 (PDF). 《2006년도 조사보고서 II - 친일반민족행위결정이유서》. 서울. 836~843쪽쪽. 발간등록번호 11-1560010-0000002-10. 2007년 10월 10일에 원본 문서 (PDF)에서 보존된 문서. 2007년 9월 7일에 확인함.